# Azerbaijão nos Jogos Olímpicos da Juventude
O Azerbaijão participou de todas as edições dos Jogos Olímpicos da Juventude desde a edição inaugural de verão em 2010. Em 2020, o Azerbaijão ocupava a 13ª posição no quadro de medalhas de todos os tempos dos Jogos de Verão e ainda não conquistou uma medalha nas Olimpíadas da Juventude de Inverno.

## Quadros de medalhas
| Jogos             | Atletas | Ouro | Prata | Bronze | Total | Posição |
| Singapura 2010    | 12      | 5    | 3     | 0      | 8     | 11      |
| Nanquim 2014      | 21      | 5    | 6     | 1      | 12    | 10      |
| Buenos Aires 2018 | 17      | 2    | 3     | 1      | 6     | 35      |
| Total             | Total   | 12   | 10    | 4      | 26    | 13      |

| Jogos            | Atletas        | Ouro           | Prata          | Bronze         | Total          | Posição        |
| Innsbruck 2012   | Não participou | Não participou | Não participou | Não participou | Não participou | Não participou |
| Lillehammer 2016 | Não participou | Não participou | Não participou | Não participou | Não participou | Não participou |
| Lausanne 2020    | 1              | 0              | 0              | 0              | 0              | –              |
| Total            | Total          | 0              | 0              | 0              | 0              | –              |

| Esporte            | Ouro | Prata | Bronze | Total |
| ------------------ | ---- | ----- | ------ | ----- |
| Lutas              | 8    | 3     | 1      | 12    |
| Boxe               | 1    | 2     | 1      | 4     |
| Judô               | 1    | 2     | 0      | 3     |
| Taekwondo          | 1    | 1     | 1      | 3     |
| Halterofilismo     | 1    | 1     | 0      | 2     |
| Remo               | 0    | 1     | 0      | 1     |
| Atletismo          | 0    | 0     | 1      | 1     |
| Total (7 entradas) | 12   | 10    | 4      | 26    |

| Medalha | Nome               | Edição            | Esporte                                                     | Evento                                    |
| ------- | ------------------ | ----------------- | ----------------------------------------------------------- | ----------------------------------------- |
| Ouro    | Murad Bazarov      | Singapura 2010    | Luta                                                        | Greco-romana até 42 kg masculino          |
| Ouro    | Elman Mukhtarov    | Singapura 2010    | Luta                                                        | Greco-romana até 50 kg masculino          |
| Ouro    | Patimat Bagomedova | Singapura 2010    | Luta                                                        | Livre até 52 kg feminino                  |
| Ouro    | Nijat Rahimov      | Singapura 2010    | Halterofilismo                                              | Até até 69 kg masculino                   |
| Ouro    | Ali Magomedabirov  | Singapura 2010    | Luta                                                        | Livre até 100 kg masculino                |
| Prata   | Kanan Guliyev      | Singapura 2010    | Luta                                                        | Livre até 54 kg masculino                 |
| Prata   | Salman Alizade     | Singapura 2010    | Boxe                                                        | Peso mosca-ligeiro (48 kg)                |
| Prata   | Elvin Isayev       | Singapura 2010    | Boxe                                                        | Peso pena (57 kg)                         |
| Ouro    | Said Guliyev       | Nanquim 2014      | Taekwondo                                                   | -73 kg masculino                          |
| Ouro    | Islambek Dadov     | Nanquim 2014      | Luta                                                        | Greco-romana até 69 kg masculino          |
| Ouro    | Rufat Huseynov     | Nanquim 2014      | Boxe                                                        | -49 kg masculinos                         |
| Ouro    | Teymur Mamedov     | Nanquim 2014      | Luta                                                        | Livre até 63 kg masculino                 |
| Ouro    | Igbal Hajizada     | Nanquim 2014      | Luta                                                        | Livre até 100 kg masculino                |
| Prata   | Natig Gurbanli     | Nanquim 2014      | Judô                                                        | -55 kg rapazes                            |
| Prata   | Leyla Aliyeva      | Nanquim 2014      | Judô                                                        | -44 kg moças                              |
| Prata   | Ceren Ozbek        | Nanquim 2014      | Taekwondo                                                   | -44 kg feminino                           |
| Prata   | Boris Yotov        | Nanquim 2014      | Remo                                                        | Skiff simples rapazes                     |
| Prata   | Jabbar Najafov     | Nanquim 2014      | Luta                                                        | Greco-romana até 50 kg masculino          |
| Prata   | Leyla Gurbanova    | Nanquim 2014      | Luta                                                        | Livre até 52 kg feminino                  |
| Bronze  | Nazim Babayev      | Nanquim 2014      | Atletismo nos Jogos Olímpicos de Verão da Juventude de 2014 | Salto tripo masculino                     |
| Ouro    | Vugar Talibov      | Buenos Aires 2018 | Judô                                                        | Até 66 kg masculino                       |
| Ouro    | Turan Bayramov     | Buenos Aires 2018 | Luta                                                        | Livre até 65 kg masculino                 |
| Ouro    | Yelyzaveta Luzan   | Buenos Aires 2018 | Ginástica                                                   | Evento multidisciplinar misto por equipes |
| Prata   | Tarmenkhan Babayev | Buenos Aires 2018 | Halterofilismo                                              | -85 kg masculino                          |
| Bronze  | Javad Aghayev      | Buenos Aires 2018 | Taekwondo                                                   | -63 kg masculino                          |
| Bronze  | Shahana Nazarova   | Buenos Aires 2018 | Luta                                                        | Livre até 43 kg feminino                  |
| Bronze  | Nurlan Safarov     | Buenos Aires 2018 | Boxe                                                        | Peso mosca-ligeiro (60 kg)                |